# تلدنیا
تلدنیا (به لاتین: Teldeniya) یک منطقهٔ مسکونی در سری‌لانکا است که در ناحیه کندی واقع شده‌است. تلدنیا ۶۵٬۰۰۰ نفر جمعیت دارد و ۴۷۳ متر بالاتر از سطح دریا واقع شده‌است.